# Chin Kim
Pour les articles homonymes, voir Kim.
Chin Kim, né en 1957, est un violoniste classique américain d'origine coréenne, en grande partie formé aux États-Unis à la Juilliard School et à l'Institut de musique Curtis.